# Милуоки (град, Орегон)
Милуоки (на английски: Milwaukie) е град в окръг Клакамас, щата Орегон, САЩ. Милуоки е с население от 20835 жители (2006) и обща площ от 12,5 km². Намира се на 13 m надморска височина. ЗИП кодът му е 97222, 97267, 97269, а телефонният му код е 503.